# Arachnodes seyrigi
Arachnodes seyrigi là một loài bọ cánh cứng trong họ Bọ hung (Scarabaeidae).